# ランドマクナリービル

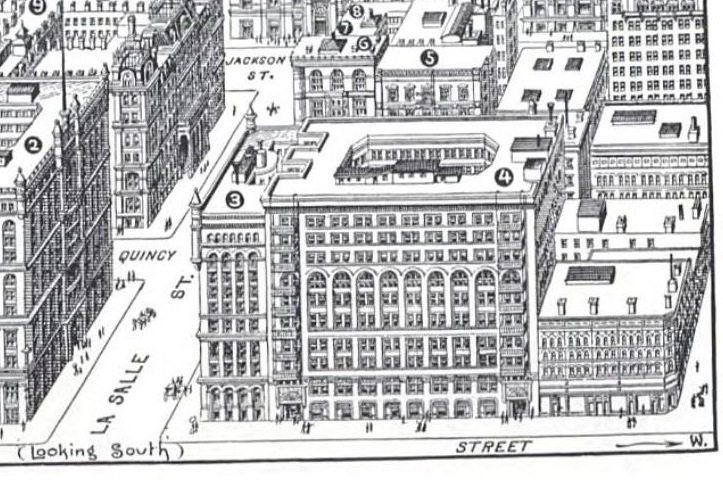
1890年代のランドマクナリーの出版物に描かれたRand McNally Building（中央は4番地）の鳥瞰図。

ランドマクナリー・ビル (Rand McNally Building) は、1889-1911年の間、シカゴに建っていた初期の高層建築 (en) である。en:Turnham and Rootによる設計で、世界で初めて全骨格に鋼鉄製の鉄骨を用いた高層ビルである。 
このビルの所在地は160-174 Adams Street（La Salle StreetとWells Streetの間の南側）で、ビルの背面は105-119 Quincy Streetに面している。1889年に総工費$1ミリオンで建設された。10階建てで、16のストアと300のオフィスが入っていたが、主なテナントは出版・印刷業のRand, McNally & Co.で900人の従業員がそこで働いていた。Chicago, Milwaukee & St. Paul Railwayはこのビルの2階と3階に入っており、World's Columbian Expositionの本部は4階と5階に入っていた。Quincy Street側の長距離電話会社 (Long Distance Telephone Company) は得意客がニューヨークまで電話をかけることをできるようにしていた。これは当時としては画期的なことであった。
このビルは1911年に解体され、敷地に新たに建てられたより大きいビルは現在でも存在している。そのビルは長年City National Bank & Trust Companyの本社ビルとして使われていた。